# Waltraud Wende

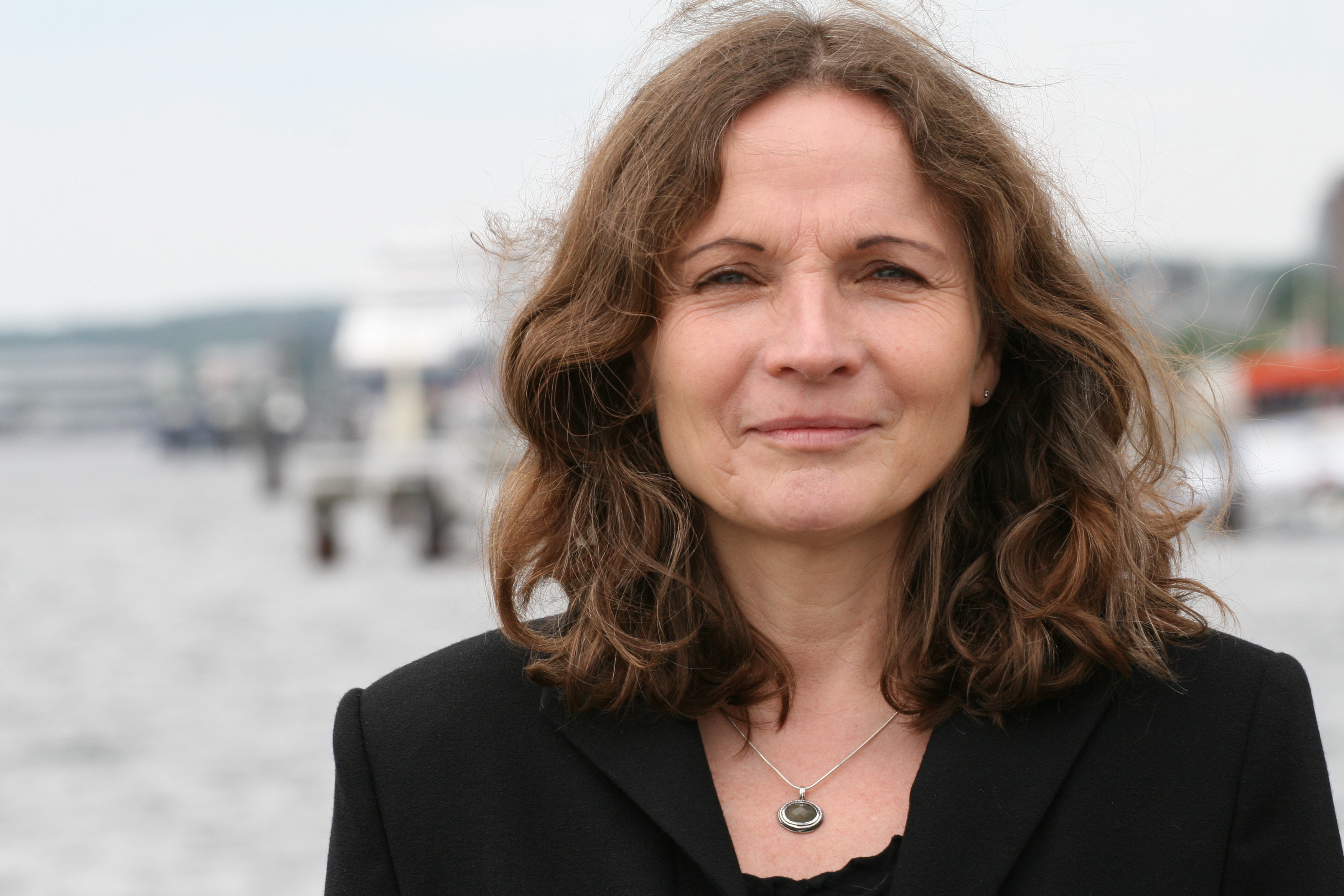
Waltraud Wende (2012)

Waltraud „Wara“ Wende (* 19. November 1957 in Birkelbach) ist eine deutsche Germanistin, Kultur- und Medienwissenschaftlerin. Von Juni 2012 bis September 2014 war sie in Schleswig-Holstein als Parteilose als Ministerin für Bildung und Wissenschaft im Kabinett Albig tätig. Zuvor war sie von 2010 bis 2012 Präsidentin der Europa-Universität Flensburg.

## Ausbildung
Wende besuchte zunächst die Volksschule, wechselte dann zur Realschule in Erndtebrück und legte schließlich 1977 am Johannes-Althusius-Gymnasium in Bad Berleburg das Abitur als Jahrgangsbeste ab. Anschließend studierte sie die Fächer Allgemeine Literaturwissenschaft, Germanistik, Geschichte, Pädagogik und Soziologie an der Universität Siegen und schloss mit dem Ersten Staatsexamen für die Sekundarstufe II 1984 und dem Ersten Staatsexamen für die Sekundarstufe I 1987 ab.

## Wissenschaftliche Karriere
Von 1985 bis 2000 arbeitete Wende zunächst als wissenschaftliche Mitarbeiterin, dann als Assistentin im Fachbereich Sprach- und Literaturwissenschaft an der Universität Siegen. 1989 wurde sie im Fach Germanistik mit einer Dissertation zum Thema Ein neuer Anfang – Schriftsteller-Reden zwischen 1945 und 1949 promoviert. Von 1989 bis 1994 war sie Redakteurin der vom Rektor der Universität Siegen herausgegebenen interdisziplinären Zeitschrift Diagonal, später war sie auch Mitherausgeberin der Zeitschrift.
1994 habilitierte sie sich im Fach Neuere deutsche Literaturwissenschaft an der Universität Siegen mit dem Thema Im Vexierspiegel parodistischer Reflexion – Zur Rezeptions- und Wirkungsgeschichte Goethes vom späten achtzehnten Jahrhundert bis in die Gegenwart. Nach der Habilitation wurde sie an der Universität Siegen zur Hochschuldozentin ernannt. Parallel zu ihrer Lehrtätigkeit in Siegen nahm sie Lehraufträge im Studium fundamentale der privaten Universität Witten/Herdecke wahr.
Im Jahr 2000 erhielt sie – nach einer Vertretungsprofessur an der Universität Kassel – den Lehrstuhl für deutschsprachige Literatur, Kultur und Medien an der Reichsuniversität Groningen. Dort forschte sie insbesondere zur „interdisziplinären theoriegestützten Analyse der symbolischen Repräsentation von Kultur, Geschichte und Politik in Literatur und Film“. Im Jahr 2005 unterbrach sie ihre Professur in Groningen, um eine Gastprofessur an der Johannes Gutenberg-Universität Mainz wahrzunehmen.
Beendet wurde die Zeit in den Niederlanden 2010 mit ihrer Wahl zur Präsidentin der Europa-Universität Flensburg. Das Amt hatte sie bis zu ihrer Ernennung zur Ministerin 2012 inne. Gelobt wurde ihre Reform der Lehrerausbildung. Sie setzte sich außerdem gegen Vorschläge zur Schließung oder Umwandlung der Hochschule ein.

## Ministerin
Von Juni 2012 bis September 2014 war Wende als Parteilose auf Vorschlag der regierenden SPD Ministerin für Bildung und Wissenschaft des Landes Schleswig-Holstein im Kabinett Albig.

### Schulreform
Nach ihrem Amtsantritt begann Wende, das Schulwesen Schleswig-Holsteins neu auszurichten und organisierte dazu ab Herbst 2012 schul- und hochschulpolitische Bildungskonferenzen.
In der Folge wurden die damaligen Regionalschulen (als organisatorische Verbindung von Haupt- und Realschulen) 2013 abgeschafft und das Zwei-Säulen-Modell des Schulsystems (bestehend aus Gemeinschaftsschulen und Gymnasien) eingeführt. An einigen dieser Gemeinschaftsschulen wurden Oberstufen mit Abiturprüfungen eingerichtet. Diese Schritte wurden von der Opposition und in der Presse heftig kritisiert. Man befürchtete eine Schwächung der Gymnasien und die schrittweise Einführung einer Einheitsschule, wobei die geplante Reform der Lehrerausbildung genauso wie die geplante Reform der Lehrerbesoldung für weitere Unruhe sorgten.
Während einer Debatte im Landtag um die Zukunft der Förderzentren im Frühjahr 2014 äußerte Wende, den Erziehungswissenschaftler und Sonderpädagogen Hans Wocken zitierend: „Die Sonderschule, auch wenn sie euphemistisch als Förderzentrum bezeichnet wird, reduziert Teilhabechancen. Sie – die Sonderschulen beziehungsweise die Förderzentren – gelten in der öffentlichen wie in der wissenschaftlichen Diskussion als Einrichtungen mit kränkenden, belastenden, beschämenden, erniedrigenden Wirkungen, mit Stigmatisierungen.“ Auf Grund dieser Äußerung geriet sie erneut in die öffentliche und oppositionelle Kritik. Die CDU-Landtagsfraktion interpretierte das Zitat als Angriff auf die Arbeit der Sonderpädagogen. Wende entschuldigte sich daraufhin vor dem Landtag und bei einem Treffen des „Verbandes Sonderpädagogik“ für die Verwendung dieses Satzes und ging von einem Missverständnis aus.
Für die Primarstufe führte Wende eine eigene, achtsemestrige Grundschullehrerausbildung ein. Außerdem schaffte sie in den Grundschulen die Benotung mit Ziffernoten ab, da diese „weder objektiv noch differenziert und leistungsmotivierend“ seien. An ihre Stelle traten Kompetenzraster und Berichtszeugnisse. Grundschulen können davon auf Beschluss der Schulkonferenz abweichen. Die Schulübergangsempfehlungen wurden abgeschafft und durch Entwicklungsberichte verbunden mit einem verbindlichen Elterngespräch ersetzt.

### Wissenschaftspolitik
Wendes hochschulpolitische Ziele waren, die Vorlesungszeiten von Universitäten und (Fach-)Hochschulen zu synchronisieren und forschungsstarken (Fach-)Hochschul-Professoren das Promotionsrecht zu geben. Vor allem Letzteres führte zu Protesten von Universitätsprofessoren. Außerdem strebte Wende die bauliche Sanierung des Universitätsklinikums in einem ÖPP-Verfahren sowie eine Neuorganisation der Hochschulmedizin an, die in Schleswig-Holstein sowohl in Kiel wie in Lübeck angeboten wird.
Ihre Reform der universitären Lehrerausbildung war im Frühjahr 2014 Gegenstand von Kritik. Angestrebt wurden die Einführung eines „Praxissemesters“, die Einführung eines verpflichtenden Moduls „Deutsch als Zweitsprache“, die Einführung eines Moduls „Unterricht in heterogenen Klassen“ sowie die Vereinheitlichung der Lehrerausbildung durch Einstellung der Spezialausbildung von Gymnasiallehrern. Neben der Opposition stellte auch ihre sozialdemokratische Vorgängerin Ute Erdsiek-Rave das Reformvorhaben in Frage.

### Rücktritt
Im Juni 2014 wurde bekannt, dass das Präsidium der Universität Flensburg Wende vor Übernahme ihres Ministeramts eine „Rückkehroption“ an die Universität zugesichert hatte, was heftige Kritik der Opposition und eine öffentliche Debatte hervorrief. Der Beschluss des Präsidiums sei laut Werner Reinhart, der ihr im Amt des Präsidenten der Universität nachfolgte, auf ihren „Wunsch nach finanzieller Sicherheit und politischer Unabhängigkeit“ hin gefasst worden, sie habe jedoch laut des Senatsvorsitzenden Uwe Danker auf die Universität „keinen Druck ausgeübt“. Die Zusicherung wurde im April 2014 auf Wunsch Wendes von der Universität widerrufen. Nachdem sowohl die Opposition wie auch Pressevertreter die Rückkehroption wiederholt als rechtswidrig interpretiert hatten, wurde ein Ermittlungsverfahren gegen Wende eröffnet. Im August 2014 wurden ihre Privaträume, die Universität Flensburg, das Bildungsministerium und die Staatskanzlei durchsucht. Wende trat im September 2014 als Ministerin zurück; ihre Nachfolgerin wurde die SPD-Politikerin Britta Ernst. Die Ermittlungen gegen Wende wurden im Oktober 2016 eingestellt. Im August 2017 wurde bekannt, dass ihr für die Durchsuchungen und Sicherstellungen eine Entschädigung zuerkannt wurde. Wende kritisierte den Umgang vor allem Albigs mit ihr.
Ulrich Exner bezeichnete 2014 Wende als „die vielleicht umtriebigste, reformfreudigste, durchsetzungsstärkste Bildungspolitikerin unserer Zeit.“
Im Mai 2022 erhielt die ehemalige Präsidentin der Universität Flensburg für ihren „Einsatz zum Erhalt der Wirtschaftswissenschaften“ an der Universität Flensburg den gemeinsam von Universität, Hochschule und IHK Flensburg verliehenen „Dr. Werner-Jackstädt-Preis“.

## Weitere Ämter
Von 2006 bis 2012 hatte Wende die verantwortliche Projektleitung des niederrheinischen Kabarettpreises Das schwarze Schaf inne. Sie gehört sowohl der Zulassungsjury wie der Endjury des Preises an. Dem Aufsichtsrat der Verbraucherorganisation foodwatch gehörte sie von 2008 bis 2012 an.
Im Jahr 2009 berief das Bundesministerium für Bildung und Forschung sie in das Kuratorium der Volkswagenstiftung, hier war sie zwei Amtszeiten – bis Ende 2019 – tätig. 2010 wurde sie vom Auswärtigen Amt in den Lenkungsausschuss des Deutsch-Niederländischen Forums berufen, diese Aufgabe endete im Jahr 2018. Von 2011 bis 2020 war sie Jurymitglied des Kulturpreises Deutsche Sprache. Seit 2018 ist sie Mitglied des wissenschaftlichen Beirats der Pädagogischen Hochschule St. Gallen.
Wende lebt seit Ende 2014 als freischaffende Künstlerin in Berlin.

## Publikationen

### Monografien
- Ein neuer Anfang? Schriftsteller-Reden zwischen 1945 und 1949. (Dissertation) Stuttgart (Metzler) 1990
- Gerhart Hauptmanns „Der Narr in Christo“ – Eine religions- und gesellschaftskritische Romananalyse. Frankfurt a. M. (Lang) 1990
- Goethe-Parodien. Zur Wirkungsgeschichte eines Klassikers vom späten achtzehnten Jahrhundert bis in die Gegenwart. (Habilitation) Stuttgart und Weimar (Metzler) 1995, 2., unveränderte Neuauflage, 1999
- Literatuurwetenschap als mediacultuurwetenschap. Voorstellen voor een vernieuwing van het vak. Oratie. Groningen (Universitätsverlag) 2002
- Kultur – Medien – Literatur. Literaturwissenschaft als Medienkulturwissenschaft. Würzburg (Königshausen und Neumann) 2004
- Filme, die Geschichten erzählen. Zur Darstellbarkeit der Historie im Film. Würzburg (Königshausen und Neumann) 2011

### Herausgeberschaften
- Großstadtlyrik. Reclam, Stuttgart, 1999, unveränderte Neuauflage 2003
- Dada Zürich. Texte, Manifeste und Dokumente. Reclam, Stuttgart, 1992, unveränderte Neuauflagen 1998 und 2006
- Nora verläßt ihr Puppenheim. Autorinnen des 20. Jahrhunderts und ihr Beitrag zur ästhetischen Innovation. Metzler, Stuttgart und Weimar, 2000
- Geschichte im Film. Mediale Inszenierungen des Holocaust und kulturelles Gedächtnis. Metzler, Stuttgart und Weimar, 2002
- Krieg und Gedächtnis. Ein Ausnahmezustand im Spannungsfeld kultureller Sinnkonstruktionen. Königshausen & Neumann, Würzburg, 2005
- Der Bologna-Prozess und die Veränderungen in der Hochschullandschaft. Synchron Verlag, Heidelberg, 2007
- Wie die Welt lacht – Lachkulturen im Vergleich. Königshausen & Neumann, Würzburg, 2008
- Krisenkino: Filmanalyse als Kulturanalyse – Zur Konstruktion von Normalität und Abweichung im deutschen Spielfilm. transcript, Bielefeld, 2010